# Tameshiwari
Tameshiwari (試し割り, teste de quebramento) são as técnicas pelas quais um praticantes de artes marciais japonesas condiciona o corpo, para conseguir quebrar tábuas, telhas, gelo e outros materiais. O escopo precípuo da técnica não reside exatamente no rompimento do objecto mas, antes de tudo, por à prova os conhecimentos adquiridos, controle mental e confiança.
Trata-se de uma técnica que é praticada por vários estilos de caratê, com maior ou menor ênfase, a despeito de o caratê despostivo não a adoptar. Também é prática corrente em taekwondo, kung fu, silat, alguns estilos tradicionais de jiu-jitsu, entre outras modalidades de luta.